# 同棲生活
《同棲生活》（日語：パレード）是日本作家吉田修一的小說，也是同名的電影。小說2004年由幻冬舍出版發售，描寫五位同住一間小公寓的年輕男女，他們一起共同生活的始末、心情轉折以及意外的結果。本書曾獲得第15屆山本周五郎賞。
2010年2月改編成電影在日本上映。電影曾參加2009年的釜山國際電影節及在2010年第60屆柏林影展的全景部門播映，獲得國際批評家聯盟獎、入圍第四屆亞洲電影大獎的最佳電影獎項，以及在2010年第12屆台北電影節上映。

## 故事設定
四個年輕男女機緣巧合地，同住於東京千歲烏山的一間二房一廳的小公寓裡，各自扮演「這個房間專屬的自己」，過著看似互相關心卻也互不干涉的同居生活。某天，一個從事「夜晚工作」的小悟闖進了他們的生活，令五個人都開始有了些改變......。

## 主要登場人物介紹
- 杉本良介：21歲，H大學經濟學部3年級

現在：下北澤墨西哥餐廳打工中
- 大垣內琴美：23歲，無業

現在：與年輕人氣男星丸山友彥熱戀中
- 相馬未來：24歲，插畫家兼雜貨屋店長

現在：尋覓人生買醉中
- 小窪悟：18歲，自稱從事夜晚工作

現在：販賣無意義的青春中
- 伊原直輝：28歲，獨立電影公司發行業務

現在：預測第54屆坎城影展得奬名單中

## 電影
導演及編劇為行定勳，2009年5月開始拍攝，2010年2月20日在日本正式上映。
電影海報的文宣為「乍看安逸的日常生活　早已在不知不覺中扭曲變樣」。

### 主要演員
- 直輝：藤原龍也
- 未來：香里奈
- 琴美：貫地谷詩穗梨
- 小悟：林遣都
- 良介：小出惠介
- 丸山友彥：竹財輝之助
- 美咲：野波麻帆
- 松園美和子：中村友理
- 正名僕蔵
- 木村綠子
- 石橋蓮司
- 三浦誠己

### 工作人員
- 導演、編劇：行定勳
- 音樂：朝本浩文
- 攝影：福本淳
- 美術：山口修

## 外部連結
- 電影官方網站 （页面存档备份，存于）（日語）
- 互联网电影数据库（IMDb）上《東京同棲80後》的资料（英文）